# 掾
掾（じょう）とは、日本の律令制下の四等官制において、国司の第三等官（中央政府における「判官」に相当する）を指す。
中世以後、職人・芸人に宮中・宮家から名誉称号として授けられるようになり、江戸時代中期以後はとくに浄瑠璃太夫の称号となった。

## 国司の官名
国司の四等官は、守（かみ）・介（すけ）・掾（じょう）・目（さかん）という文字を用いた。本来「掾」という漢字の音読みは「エン」であるが、三等官は文字にかかわらず「じょう」と訓ぜられる。これは唐の一部官庁で三等官の呼称とされていた「丞」の借音とされる。唐名は参軍事、司馬など。
大宝令・養老令に定められた規則では、国の規模（国力）によって国司の制度が異なっており、四等官すべてが置かれないことがある。最も低い位置付けの下国には掾が置かれなかった。逆に、最も高い位置づけの大国には大掾・少掾が設置された。このため掾が設けられたのは上国・中国となる。
ただし実際の運用上は人員の増減があり、上国である下野国に大掾と少掾が配置されたり、下国である飛騨国に掾が置かれたりした（国司#国等級区分参照）。

## 職人・芸人の名誉称号
律令国司における掾（または大掾・少掾）が転じて、中世以後は職人・芸人に宮中・宮家から与えられる名誉称号になった（これは、目など他の国司の官名についても同様である）。近世には刀工など多様な職人・商人や芸人に対して、宮中・宮家からその技芸を顕彰する意味で下賜された。掾号を授けられることを「受領する」という。

### 浄瑠璃
職人・芸人の名誉称号としての掾号のうち、もっとも後代まで残存していたのは浄瑠璃太夫に授けられるものである。例えば、竹本義太夫は筑後掾を受領した。
江戸時代中期以後、掾号はもっぱら浄瑠璃太夫の称号とされた。掾号を授けられることは浄瑠璃太夫にとって最高の名誉とされた。称号としての掾は、大掾・掾・少掾の3等級に分かれる。
江戸時代は嵯峨御所（大覚寺門跡）、明治以後は宮家から与えられた。戦後では、1947年（昭和22年）に2代目豊竹古靱太夫が秩父宮家から山城少掾を、1956年（昭和31年）には4代目吉田文五郎が東久邇家から難波掾を受領している。
受領するのは義太夫節の太夫がほとんどだが、そのほかの流派の浄瑠璃太夫が受領する例も見られ、 1955年（昭和30年）頃には、清元志寿太夫が高松宮家より志摩大掾を受領している。